# Modification chimique d'un polymère
La modification chimique des polymères consiste en une modification de la nature des groupements réactifs portés par une chaîne polymère. La modification peut avoir lieu sur les groupes fonctionnels ou les insaturations en bout de chaîne, sur les chaînes latérales ou au niveau du squelette principal des polymères. 

## Buts
Les principaux buts des modifications chimiques des polymères sont :
- créer des polymères avec des propriétés spécifiques ;
- fabriquer des polymères dont les monomères n'existent pas ou sont peu stables.

## Processus
La modification chimique des polymères peut avoir lieu avec une augmentation de la masse molaire du polymère (copolymérisation…), avec diminution de cette masse (dépolymérisation, dégradation des polymères, coupure de chaîne, etc.) ou sans variation de cette masse (quelques cyclisations, quelques réticulations, etc.).
Les principaux processus de modifications chimiques des polymères sont :
- la cyclisation[1] : la cyclisation des polymères est une réaction chimique qui mène à :
  - la formation de cycles dans les chaînes polymères. La réaction de cyclisation a lieu quand il y a deux unités voisines qui peuvent réagir ensemble pour former des cycles. Exemples :
    - cyclisation du polyacrylonitrile, la cyclisation implique les groupes CN du polyacrylonitrile,
    - cyclisation du poly(alcool vinylique) (PVAL) avec un aldéhyde pour donner par exemple le poly(butyral de vinyle) (PVB),
    - cyclisation des polyalcadiènes ayant des diènes conjugués, c'est le cas du polyisoprène et du polybutadiène ;

  - la transformation de tout le polymère en un seul cycle. La réaction de cyclisation a lieu quand il y a deux unités en bout de chaîne qui peuvent réagir ensemble pour former un cycle. Exemple : cyclisation du polydiméthylsiloxane ;
- la fonctionnalisation[2] : la fonctionnalisation des polymères est l'introduction de groupes chimiques dans des polymères pour créer un produit avec des propriétés spécifiques ;
- la copolymérisation qui a lieu par greffage (grafting onto) ou par rayonnement (grafting from) ;
- la réticulation ;
- la dépolymérisation : processus de conversion d'un polymère en un monomère ou en un mélange de monomères ;
- la coupure de chaîne : réaction chimique entraînant la rupture de liaisons du squelette[3].

## Exemples
Les modifications chimiques des polymères peuvent avoir lieu en utilisant ou pas des réactifs de post-modification. Ces réactifs peuvent être :
- de petites molécules : des monomères par exemple ;
- des oligomères ou des polymères : des pré-polymères par exemple.

Les polymères modifiés peuvent être naturels ou synthétiques.

### Sans réactif de post-modification
La modification chimique des polymères peut avoir lieu grâce à une augmentation de la température ou à la présence d’un catalyseur.

#### Modification des polymères synthétiques
- Cyclisation du polyacrylonitrile.
- Cyclisation des polyalcadiènes ayant des diènes conjugués.

### Réactifs de post-modification monofonctionnels
Le polymère formé ne change pas d'architecture.

#### Modification des polymères naturels
- Modification de la cellulose[4] :
  - Estérification : esters de cellulose
  - Éthérification : éthers de cellulose
- Modification de l'amidon : amidons modifiés :
  - Estérification : phosphates, acétates et adipates d'amidon
  - Éthérification : amidon hydroxypropylique, hydroxyéthylique
- Désacétylation de la chitine : chitosane.

#### Modification des polymères synthétiques
- La modification chimique du poly(acétate de vinyle) (PVAC) peut donner :
  - l'poly(alcool vinylique) : le poly(acétate de vinyle) est partiellement ou totalement hydrolysé pour donner le poly(alcool vinylique) ;
  - le poly(acétate phtalate de vinyle) (PVAP) : le poly(acétate de vinyle) est partiellement hydrolysé puis estérifié avec l'acide phtalique.

- La modification chimique du poly(alcool vinylique) peut donner :
  - le poly(nitrate de vinyle) (PVN) : c'est un ester inorganique de l'acide nitrique et le poly(alcool vinylique) ;
  - les poly(acétals de vinyle) : ils sont préparés par la réaction entre un aldéhyde et le poly(alcool vinylique). Le poly(butyral de vinyle) et le poly(formal vinylique) (PVFM) sont des exemples de cette famille de polymères. Ils sont préparés respectivement par la réaction du poly(alcool vinylique) avec du butyraldéhyde et du formaldéhyde.

- L'hydrolyse de l'éthylène-acétate de vinyle (EVA) donne l'éthylène-alcool de vinyle (EVOH).
- L'hydrolyse de la polyvinyleformamide donne la polyvinyleamine :

- La surchloration du poly(chlorure de vinyle) (PVC) donne le poly(chlorure de vinyle) surchloré (CPVC).

### Réactifs de post-modification polyfonctionnels
Ce type de molécule va provoquer une réticulation en reliant les groupes réactifs entre eux. On parle alors de post-réticulation.

#### Modification des polymères naturels
- La caséine du lait mélangée au formaldéhyde donne la galalithe.
- Vulcanisation du caoutchouc naturel à chaud en présence de soufre.

#### Modification des polymères synthétiques
- La réticulation des polyesters insaturés (UP) avec des monomères vinyliques, surtout le styrène, donne des polymères thermodurcissables.